# Léon Benett
Hippolyte Léon Benet (n. 1838, Orange, Vaucluse - d. 1917, Toulon, Var) a fost un pictor și ilustrator francez. El și-a schimbat numele în Benett, din cauza sensului peiorativ al patronimului său (benet înseamnă "prostuț").

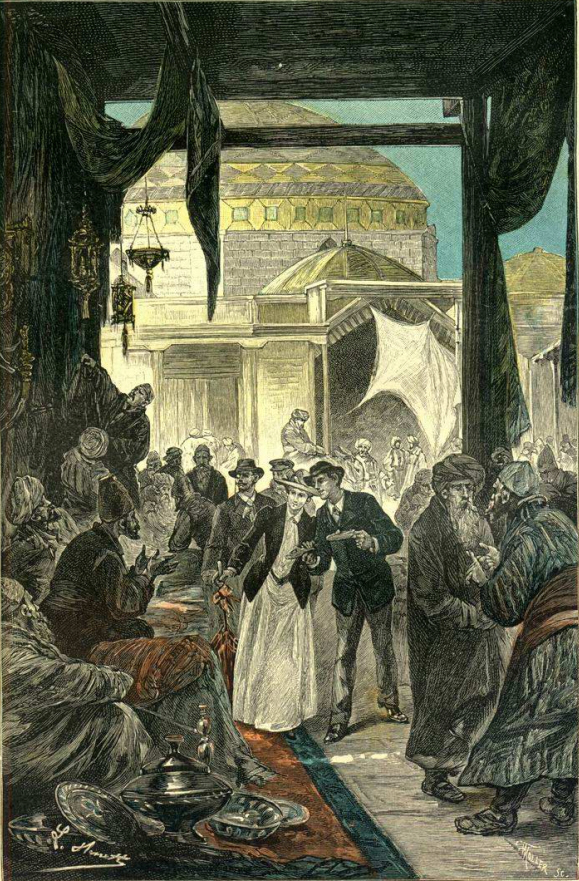
Un bazar la Samarkand, ilustrație pentru Claudius Bombarnac de Jules Verne

Bazându-se pe experiența sa ca angajat al guvernului (el a fost curator de ipoteci), care l-a făcut să viziteze țări ca Algeria, Indochina, Martinica și Noua Caledonie, Léon Benett a excelat în reprezentarea țărilor exotice. Carnetele de crochiuri completate în călătoriile sale i-au îmbogățit activitatea sa ca ilustrator.
Léon Benett este cunoscut în principal prin ilustrarea unei mari părți a romanelor lui Jules Verne, editate de Hetzel: între 1873 și 1910, el a ilustrat 25 de romane din colecția Voyages extraordinaires, precum și alte opere de-ale lui Jules Verne. De asemenea, a ilustrat opere de Victor Hugo, Lev Tolstoi, Thomas Mayne Reid, André Laurie, Camille Flammarion etc.

## Opere ilustrate
Jules Verne :
- Ocolul pământului în 80 de zile
- Aventurile unui chinez în China
- Cele 500 de milioane ale Begumei
- Casa cu aburi
- La Découverte de la terre
- Călătorii în secolul al XIX-lea
- Les Voyages au théâtre
- 800 de leghe pe Amazon
- Școala Robinsonilor
- Raza verde
- Kéraban încăpățânatul
- Steaua Sudului
- Arhipelagul în flăcări
- Mathias Sandorf
- Robur cuceritorul
- Nord contra Sud
- Doi ani de vacanță
- Doamna Branican
- Claudius Bombarnac
- Burse de călătorie
- O tragedie în Livonia
- Invazia mării
- Agenția Thomson and Co.
- Ieri și azi
- Prichindel

Erckmann-Chatrian :
- Le Juif polonais